# 사군토
사군토(스페인어: Sagunto) 또는 사군트(카탈루냐어: Sagunt)는 스페인 동부에 위치한 발렌시아주의 도시로, 발렌시아에서 북쪽으로 30km 정도 떨어진 곳에 위치하고 있다.

## 역사
기원전 5세기 무렵 켈티베리아인들이 이 곳에 사군툼(Saguntum)이라는 성곽 도시를 건설했으며 그리스와 페니키아를 상대로 한 무역이 활발했다. 그 후 카르타고의 한니발이 이 곳을 공격하면서 제2차 포에니 전쟁이 발발하게 되었고 로마 제국은 한니발의 거센 저항을 물리치고 사군툼을 정복한다.
8세기 초 이슬람 세력이 사군토를 차지하면서 후우마이야 왕조의 지배를 받게 되었고 이 기간 동안 목욕탕, 궁전, 모스크, 학교가 문을 열면서 세계 도시로 성장한다. 하지만 발렌시아가 성장하면서 사군토는 쇠퇴하게 된다. 1098년 엘 시드가 사군토를 정복했지만 이슬람 세력이 잠시 사군토를 정복했고 1238년 하이메 1세가 사군토를 정복하면서 약 500년 동안에 걸친 이슬람 세력의 지배는 막을 내리게 된다.
사군토는 전쟁 기간 동안 크게 파괴되었지만 이 곳에는 고딕 양식의 건축이 많이 남아 있다. 사군토는 19세기 말 제강 산업이 발전하면서 현대적인 도시로 변하게 된다.